# Arroyo Alzogaray
Der Arroyo Alzogaray ist ein Fluss im Westen Uruguays.
Er entspringt im nordöstlichen Teil des Departamento Soriano einige Kilometer östlich der Ortschaft El Tala und nördlich des dort gelegenen Cerro del Tigre. Von dort fließt der wenige Kilometer lange Fluss in südöstlicher Richtung bis zu seiner Mündung als linksseitiger Nebenfluss in den Arroyo Grande.